# Vilnius-Marathon

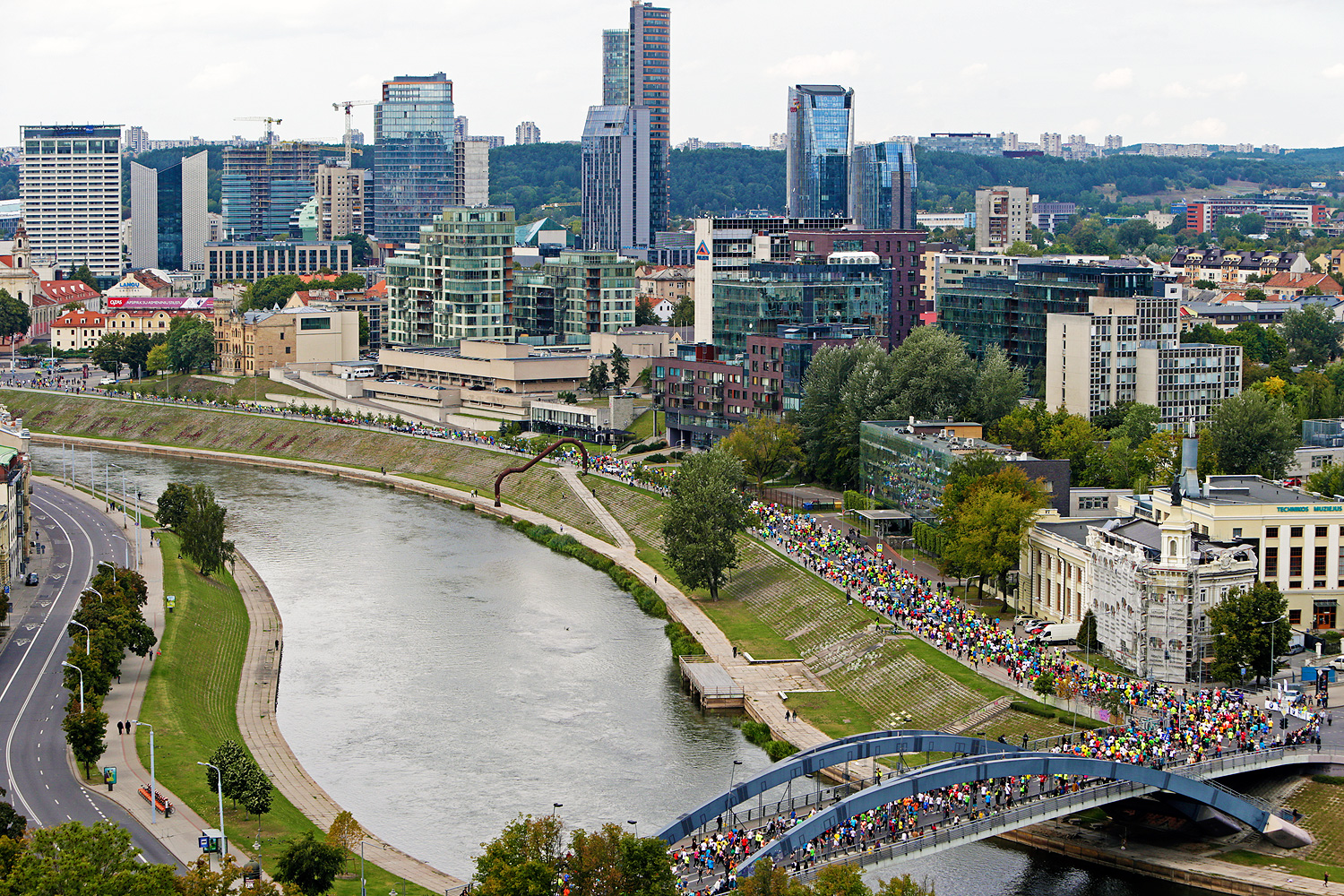
2015

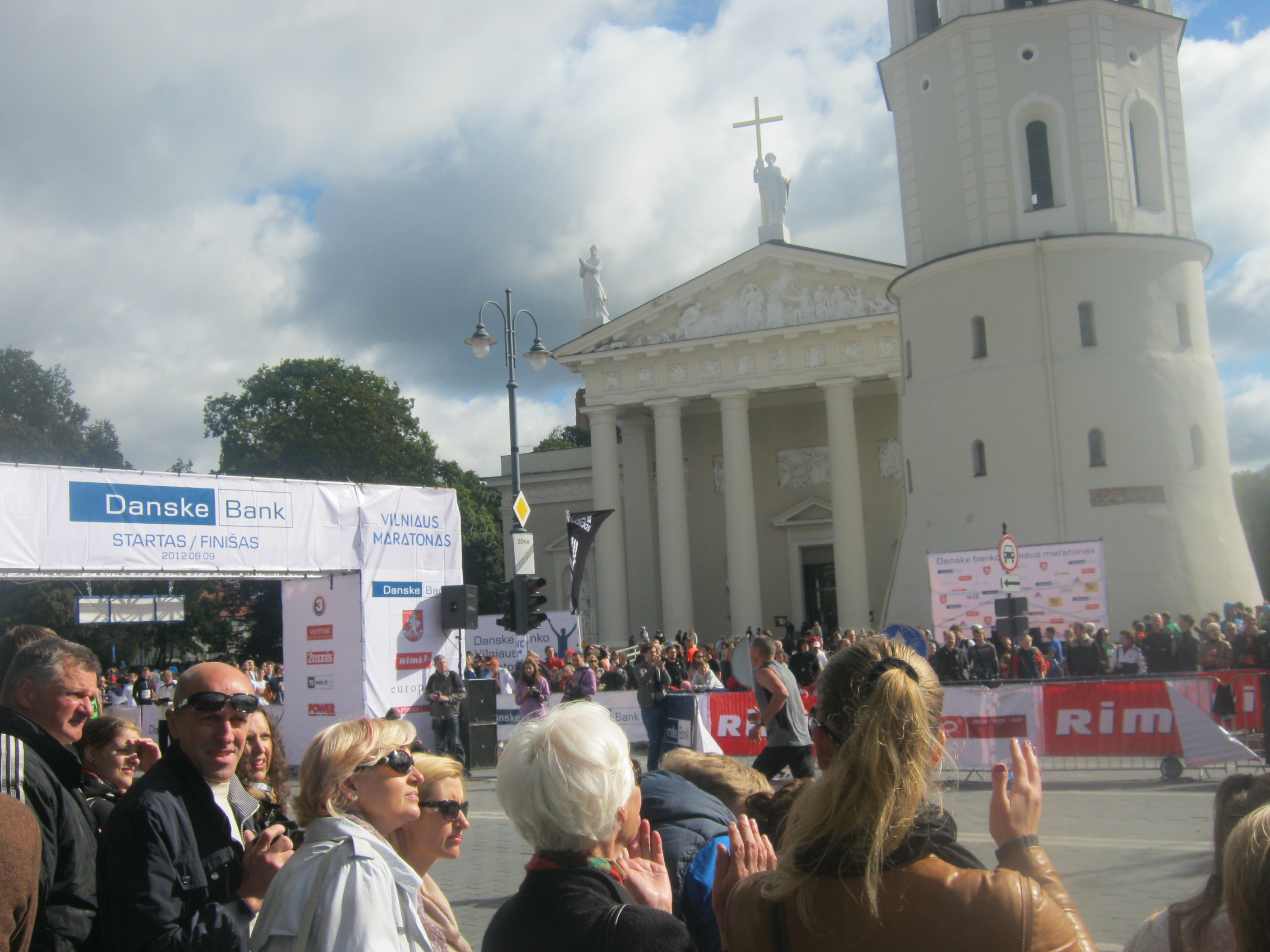
Start- und Zielbereich 2012

Der Vilnius-Marathon ist ein seit 2004 stattfindender Marathon in der litauischen Hauptstadt Vilnius. Danske Bank ist der Hauptsponsor und Namensgeber. Der Organisator ist die Anstalt
VšĮ „Tarptautinis maratonas“. Der Vorgängerlauf begann 2001 als 10-km-Lauf.
Das Zeitlimit beträgt 5 Stunden 30 Minuten.
Man kann zwischen Marathon, Halbmarathon, einer 10-km-Distanz, Marathon-Staffel, einem Familienlauf oder Kinderwagen-Marathon wählen.
Die teilweise sehr hügelige Strecke mit steilen Passagen verläuft entlang vieler Sehenswürdigkeiten. Die historische Altstadt von Vilnius gehört zum UNESCO-Weltkulturerbe und ist die größte ihrer Art in Zentral- und Osteuropa. Sie ist geprägt von eindrucksvollen Bauwerken aus Gotik, Renaissance, Barock und Klassik.

## Geschichte
1990 wurde der erste Marathon in Vilnius organisiert.
Ab 2001 fand das Laufenfest „MAXIMA taurė“ mit dem Hauptsponsor MAXIMA statt. Der Organisator war Lietuvos lengvosios atletikos federacija.
2004 wurde „MAXIMA taurė“ zu Tarptautinis Vilniaus maratonas. Unter den Organisatoren war auch die Stadtgemeinde Vilnius.
2012 wurde Tarptautinis Vilniaus maratonas zu Danske Bank Vilniaus maratonas.
2018 hatte der Lauf über 15.000 Teilnehmer aus 55 Nationen.
Der Vilnius-Maraton 2018 war der erste Marathon weltweit, bei dem die Läufer für die Teilnahme mit Kryptowährung (LYM) belohnt wurden.